# Internationella samfundet för samtida musik
Internationella samfundet för samtida musik eller Internationella sällskapet för nutida musik ISSM, på engelska International Society for Contemporary Music, ISCM, är en musikorganisation som grundades 1922 i Salzburg i Österrike. Organisationen anordnar så kallade världsmusikdagar, vilket är internationella musikfester över hela världen.